# Johnny Paul Koroma

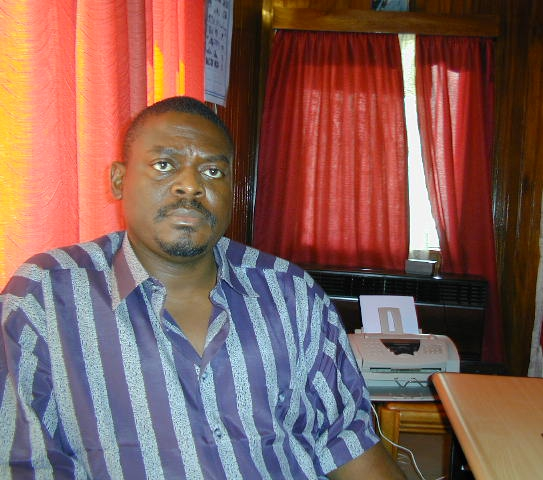
Johnny Paul Koroma (1999)

Johnny Paul Koroma (* 9. Mai 1960 in Tombodu; † 1. Juni 2003 in Liberia für tot erklärt, möglicherweise aber erst am 10. August oder 11. August 2017 in Binkolo, Saforokoh verstorben) war Vorsitzender des Armed Forces Revolutionary Council und Staatsoberhaupt von Sierra Leone von Mai 1997 bis Februar 1998.

## Jugendzeit und Ausbildung
Johnny Paul Koroma wuchs in Freetown, der Hauptstadt von Sierra Leone, auf, nachdem er mit seiner Familie von seinem Geburtsort im Osten des Landes hierher zog. Er gehört dem Volk der Limba an. Im Jahr 1985 trat er der Sierra Leone Armed Forces Armee bei und wurde nach zwei Ausbildungen an Militärakademien in England und Ghana bis 1994 zum Kommandeur befördert.

## Militärputsch und Bürgerkrieg
Koroma erhielt weitere Militärtrainings in Nigeria und Großbritannien und kämpfte als Kommandeur gegen die Rebellentruppen der Revolutionary United Front von Foday Sankoh. Im August 1996 wurde er wegen Hochverrats aufgrund eines geplanten Putsches gegen die Regierung festgenommen. Koroma wurde während eines weiteren Putsches am 25. Mai 1997 befreit und zum Vorsitzenden des Armed Forces Revolutionary Councils (AFRC) und zum Staatsoberhaupt erklärt. Er versuchte das Land durch eine Kooperation mit den Rebellen von Foday Sankoh zu befrieden. Er setzte jedoch auch die Verfassung außer Kraft und verbot alle Parteien und Demonstrationen.

### Armed Forces Revolutionary Council
Unter Führung von Koroma in Zusammenarbeit mit Sankoh wurden alle wichtigen Gesetze außer Kraft gesetzt und der Ausnahmezustand ausgerufen. Die Übergriffe gegen die Zivilbevölkerung nahmen zu. Koroma nannte als Gründe für seine strenge Amtsführung den Anstieg der Korruption und das Versagen der Zivilregierung dabei, gegen die Rebellen vorzugehen sowie eine klare Positionierung der sierra-leonischen Armee mit den Kamajors herzustellen.

### ECOMOG
Am 2. Juni 1997 entsandte Nigeria, unter Mandat der Westafrikanischen Wirtschaftsgemeinschaft (ECOWAS) und unter Aufsicht der ECOMOG-Truppen, Truppen nach Sierra Leone. Diese wurden in und um Freetown und den Freetown International Airport stationiert. Koroma erkannte die schwierige Lage und nahm unmittelbar Gespräche mit den Truppen und der ECOWAS auf, welche im Oktober 1997 in einem Friedensvertrag endeten, der jedoch zu keiner Zeit eingehalten wurde. Folglich versuchten die ECOMOG-Truppen ab Januar 1998 die aktuellen Machthaber um Johny Paul Koroma zu entmachten. In nur einem Monat wurde die Freetown Peninsula von der RUF befreit und diese bis in den äußersten Osten des Landes zurückgedrängt. Bis Januar 1999 hatten die RUF-Truppen durch Angriffswellen den Großteil Sierra Leones und Freetowns wieder übernommen, wurden jedoch danach wieder bis in die Northern Province zurückgedrängt.

## Friedensvertrag von Lomé
Die RUF und die ehemalige Zivilregierung von Sierra Leone einigten sich am 7. Juli 1999 auf einen Friedensvertrag, der in Lomé geschlossen wurde. Koroma wurde von den Verhandlungen ausgeschlossen, beteiligte sich aber danach an der erfolgreichen Entwaffnung seiner eigenen Truppen. Seine Macht nahm stetig ab, so dass er den AFRC im August 2000 auflöste und die Gründung einer politischen Partei ankündigte.
Er stellte sich 2002 zur Präsidentschaftswahl und errang mit 3 Prozent der Stimmen den dritten Platz.

## Sondergerichtshof für Sierra Leone
Der unter Aufsicht der Vereinten Nationen 2002 gegründete Sondergerichtshof für Sierra Leone verfolgte die Personen, die am Bürgerkrieg in Sierra Leone maßgeblich beteiligt waren. Unter Einsatz der größten bis dahin eingesetzten Friedenstruppe der Vereinten Nationen (UNAMSIL) wurde Sierra Leone befriedet und zahlreiche Kriegsverbrecher dem Sondergerichtshof zugeführt.
Am 7. März 2003 wurde Koroma vom Sondergerichtshof angeklagt. Er soll bereits seit 1998 in Liberia gelebt haben. Sein Bruder Samuel Koroma, der ebenfalls in den Putsch verwickelt war, wurde 1998 in Sierra Leone hingerichtet.

## Verbleib ungeklärt
Am 1. Juni 2003 wurde er im benachbarten Liberia unter mysteriösen Umständen offiziell für tot erklärt. Die Anklage gegen ihn durch den Sondergerichtshof blieb weiterhin bestehen. Gerüchte im Oktober 2006 sprachen davon, dass Johnny Paul Koroma wieder mehr als 1000 Soldaten um sich versammelt habe und weiterhin in Liberia lebe.
Unbestätigten Angaben nach wurden die sterblichen Überreste von Koroma im September 2008 in Foya im Lofa County in Liberia gefunden. Der Sondergerichtshof in Sierra Leone soll später anhand von DNA-Proben diesen Fund widerlegt haben. 2010 gingen zahlreiche Personen davon aus, dass Koroma vom damaligen liberianischen Präsidenten Charles Taylor hingerichtet worden war. Drei Zeugen, darunter der ehemalige liberianische Vizepräsident Moses Blah, sollen die Hinrichtung aufgrund von Aussagen von Taylor bestätigt haben. Sie hätten dieser aber nicht beigewohnt.
Medienberichten nach ist Koroma schlussendlich erst am 10. oder 11. August 2017 in seinem Heimatdorf Binkolo, Saforokoh-Chiefdom verstorben und am 11. August 2017 beigesetzt worden.